# Skillzy
Skillzy est la mascotte du Championnat d'Europe de football 2020 qui s'est déroulé dans 11 villes d'Europe du 11 juin au 11 juillet 2021. Elle représente un personnage inspiré par le football freestyle et le foot de rue, habillé d'un sweat à capuche floqué du logo de la compétition.
Skillzy a été dévoilé le 24 mars 2019 en prélude du match de qualification entre les Pays-Bas et l'Allemagne.